# Фараильда
Фараильда (лат. Pharaildis, 650, Гент, Бельгия — 740, Гент, Бельгия) — святая Римско-Католической Церкви, дева, покровительница Бельгии, Гента, супружества и вдов.

## Биография
Фараильда была сестрой святых мученицы Рейнельды, Гудулы и епископа Эмеберта. Её матерью была святая Амальберга Мобёжская.
Фараильда в раннем возрасте принесла Богу личный обет целомудрия, несмотря на это она против своей воли была отдана замуж. Муж неоднократно настаивал на исполнении супружеских обязанностей, но Фараильда была верна данному обету, поэтому она не единожды подвергалась избиению со стороны мужа. Через некоторое время муж Фараильды умер и, она прожив до конца своей жизни девственницей, умерла в 740 году.
Почитание святой Фараильды возникло в девятом веке. Фараильда изображается в иконографии с гусём в руках.
День памяти в Католической Церкви — 4 января.

## Источник
Rabenstein, Katherine (March 1999). Saints O' the Day for January 4 (недоступная ссылка)  (англ.)